# Torre Mapfre
La Torre Mapfre, situada en Barcelona, es uno de los rascacielos más altos de España y el primero en Cataluña, junto con su vecina del Hotel Arts Barcelona, que tiene una altura idéntica.

## Situación
La torre Mapfre se encuentra junto a la playa y el puerto olímpico de Barcelona, en primera línea de mar, en el distrito de San Martín. Las torres forman parte de la La Vila Olímpica del Poblenou, construida con motivo de los Juegos Olímpicos de Barcelona 1992.

## Historia
Ambos edificios fueron construidos en 1992, con motivo de los Juegos Olímpicos. Las dos torres se convirtieron así en uno de los emblemas de la remodelación urbanística de la ciudad motivada por la celebración de las Olimpiadas. 
El conjunto formado por las dos torres se completa con la monumental escultura el Peix d'or (Pez de oro) de Frank Gehry. La torre del Hotel Arts fue diseñada por el grupo SOM. Detrás se hallan los jardines de Atlànta, en los que destaca la chimenea de Can Folch, que queda como recuerdo del pasado industrial de la zona, y un grupo de edificios en forma de elipse, obra del equipo de arquitectos Martorell, Bohigas, Mackay y Puigdomènech, el complejo urbano del que forman parten las torres. Los arquitectos que diseñaron la Torre MAPFRE son Iñigo Ortiz y Enrique León.
Este rascacielos llegó a ser el 2º más alto de España, detrás de la Torre Picasso, en Madrid, hasta que llegó el Hotel Bali, situada en Benidorm, que pasó a ser el rascacielos de mayor altura de España y el hotel más alto de Europa occidental. Tras la construcción del complejo Cuatro Torres en Madrid, que aglutina a las cuatro torres más altas de España, la torre Mapfre pierde cuatro posiciones, pasando a ser la octava. Poco a poco irá perdiendo posiciones, y presumiblemente quedará por debajo de la décima posición para después de 2011, cuando se realicen nuevos proyectos de construcción de rascacielos en Bilbao, Sevilla, Madrid, Benidorm, Málaga... Sin embargo, seguirá siendo la más alta de la Ciudad Condal, ya que no hay ningún proyecto previsto hasta esas fechas.

## Características

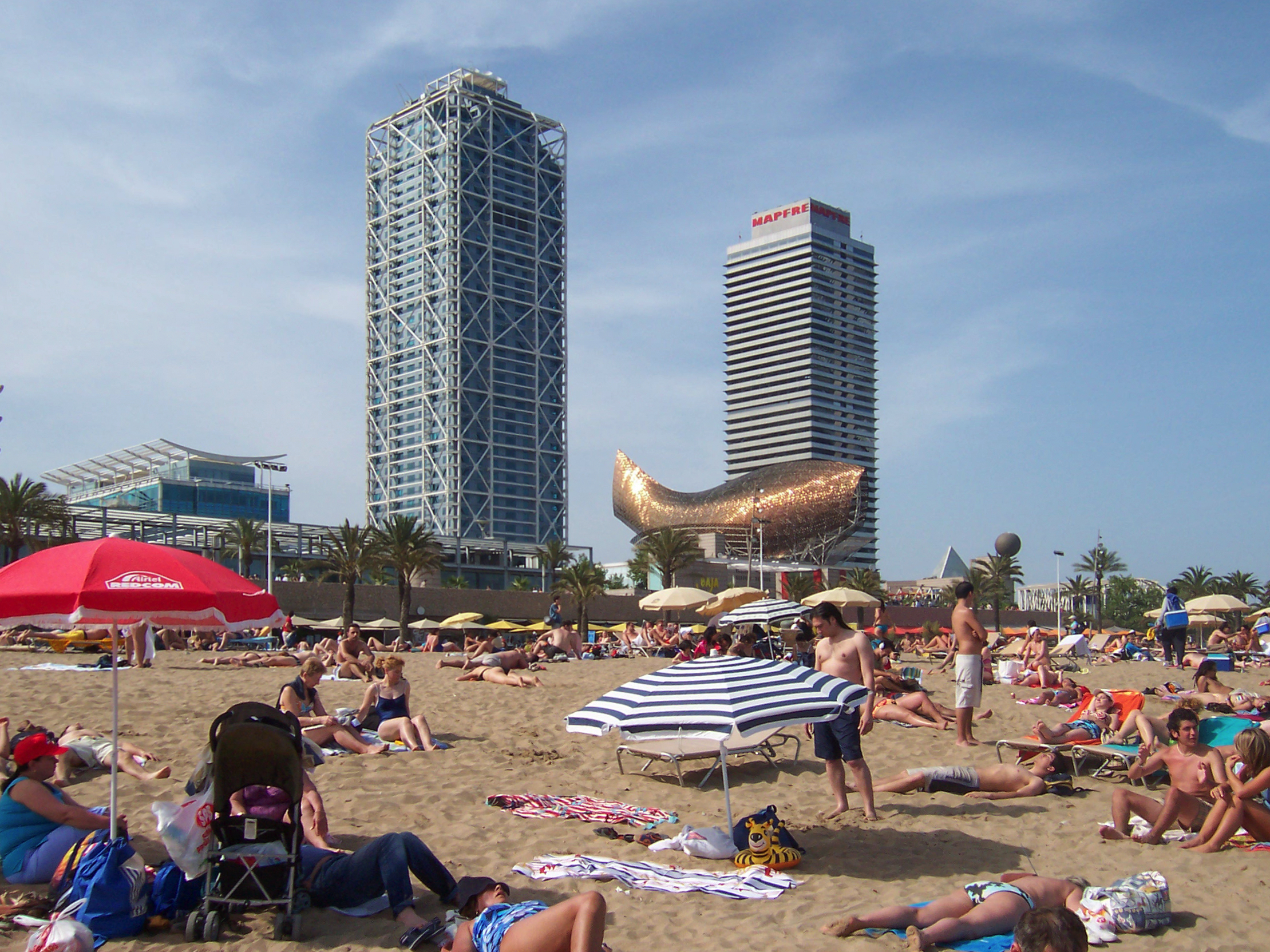
Torre MAPFRE y Hotel Arts desde la playa de la Barceloneta

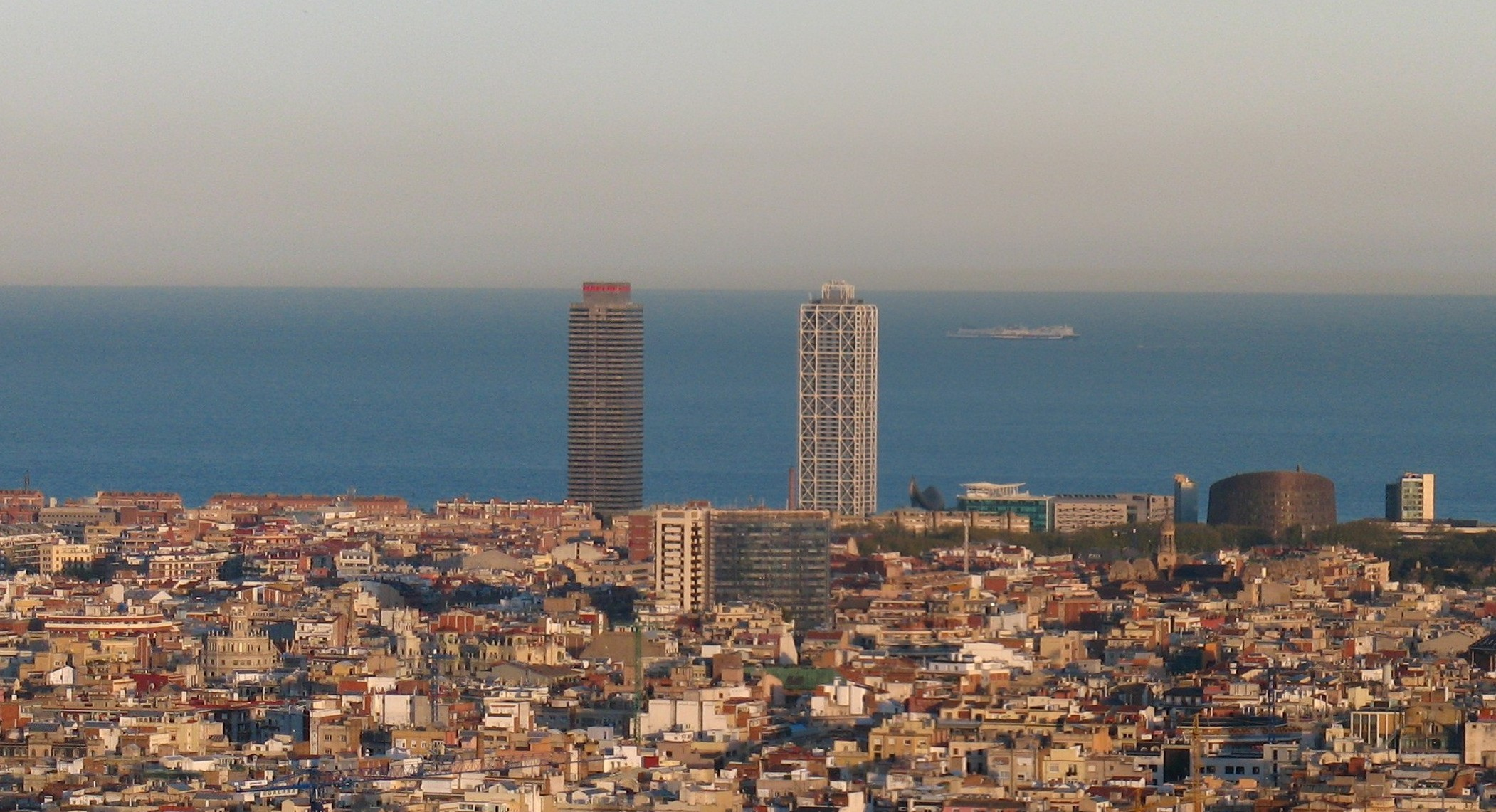
Torre MAPFRE y Hotel Arts desde el parque del Putget

El edificio tiene 40 plantas, mide 154 metros (505 ft.) y es visible desde toda la ciudad. Las ventanas del rascacielos reflejan el suelo, con lo que adquiere el aspecto de un espejo gigantesco. Como su propio nombre indica, la torre está en gran parte ocupada por las oficinas de MAPFRE, una de las mayores compañías de seguros de España, aunque también alberga oficinas de otras empresas, entre otras: Grifols, Kantox, Madrid Leasing (Caja Madrid), URSSA Mondragón Corporación Cooperativa, Flex Advertising S.L. (Flex Multimedia Group LTD), Oriol Bohigues, Necso, Uniland Cementera S.A, Cementos Portland Valderrivas, Condal Grues, Otis España / Zardoya Otis, Texsa S.A, Dorlet, Europerfil, Oliver Wyman, Fresenius Kabi España, S. A. U., DDB Worlwide Communications, etc.
En su azotea posee un helipuerto visible solo desde el aire, y que es para emergencias.